# 埃爾德峰 (奧次地)
埃爾德峰（英語：Elder Peak）是南極洲的山峰，位於奧次地，處於查普曼雪原北側，海拔高度2,360米，以美國地質調查局的地形工程師命名，現時由南極條約體系管理。